# Zastava

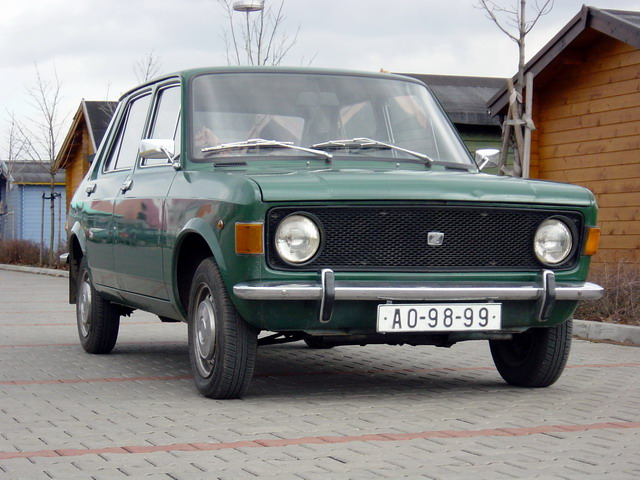
Zastava 101 (Yugo Skala), 1971–2008

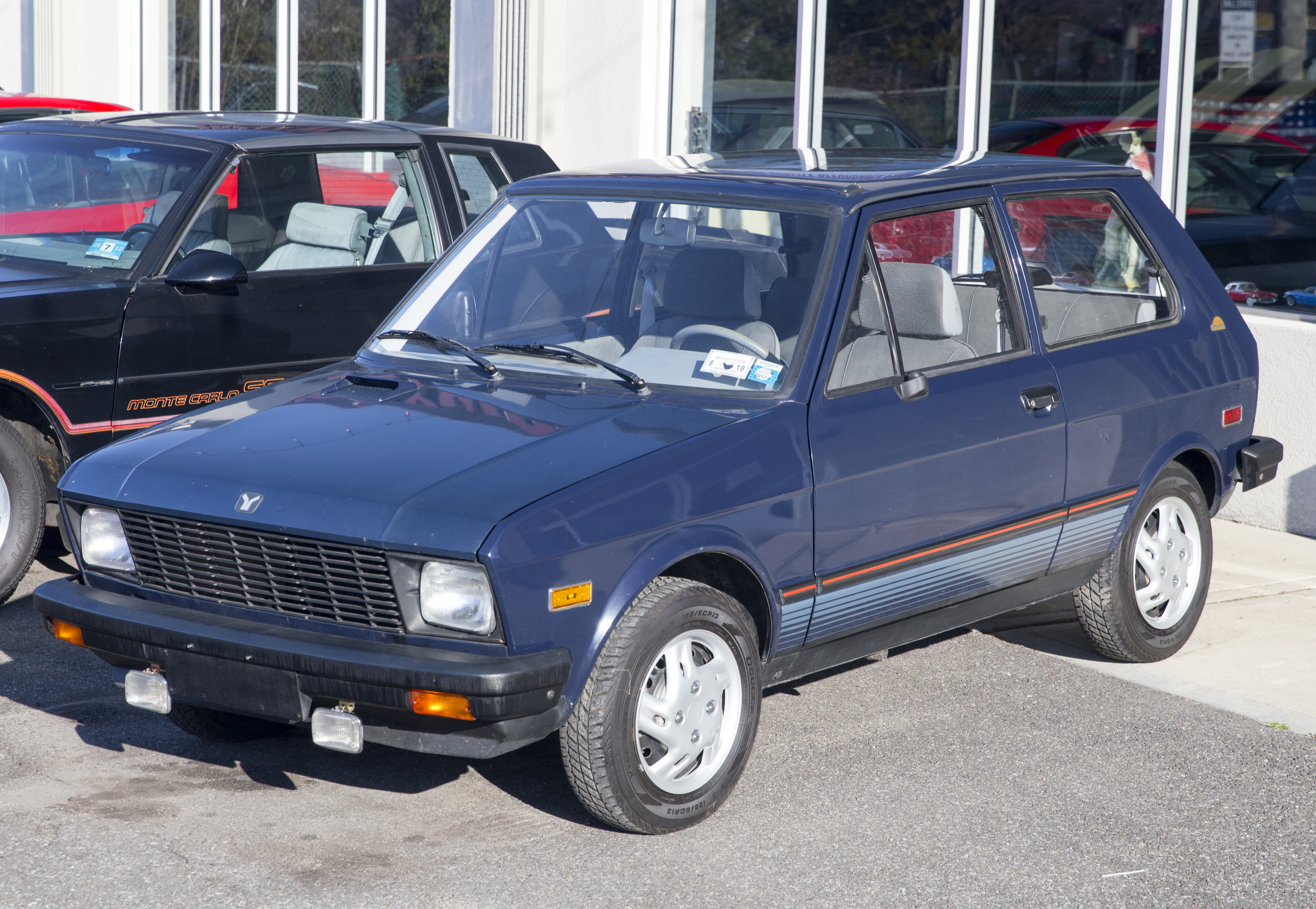
Zastava Koral (Yugo 45), 1980–2008

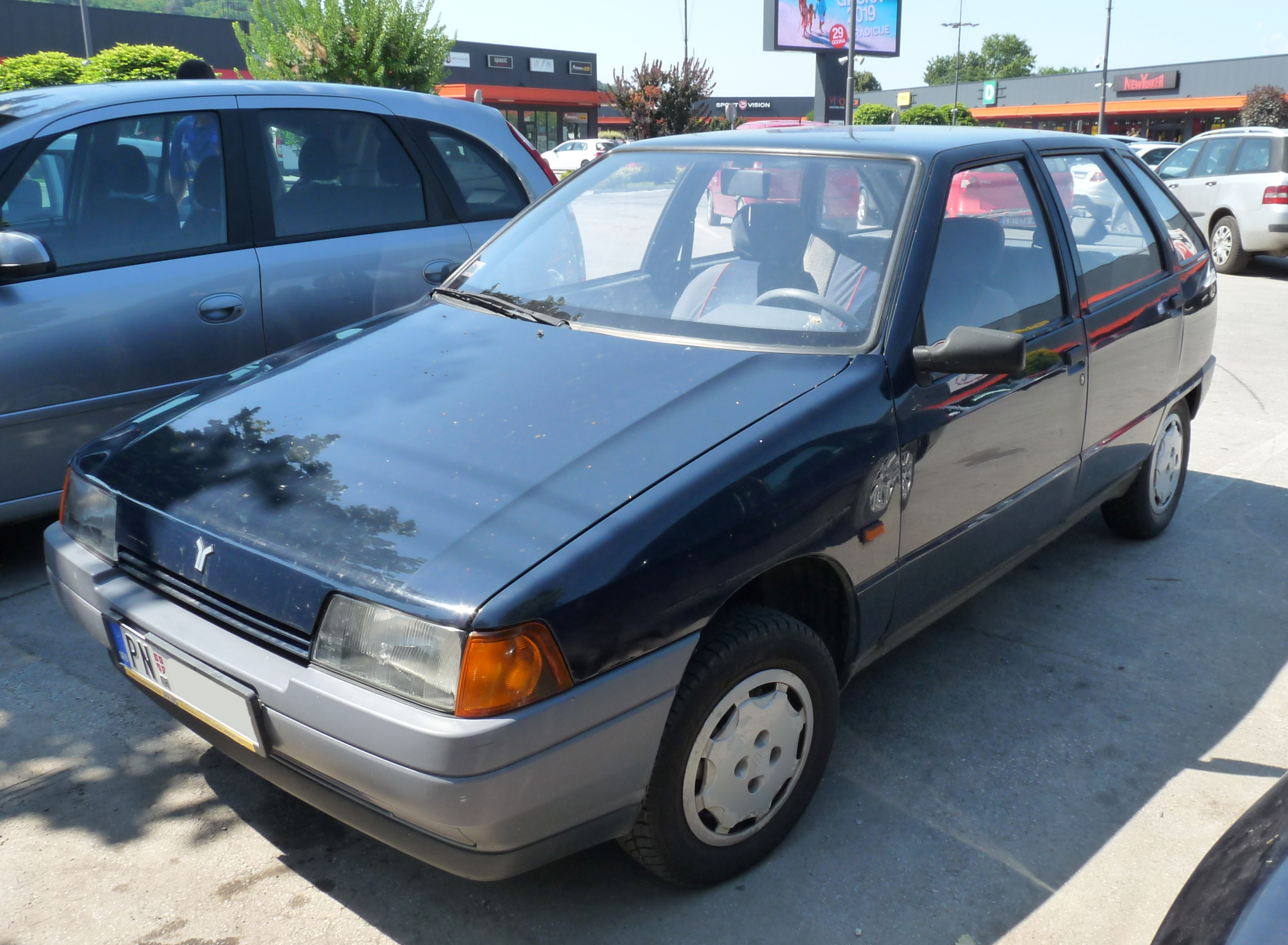
Zastava Florida (Yugo Sana), 1988–2008

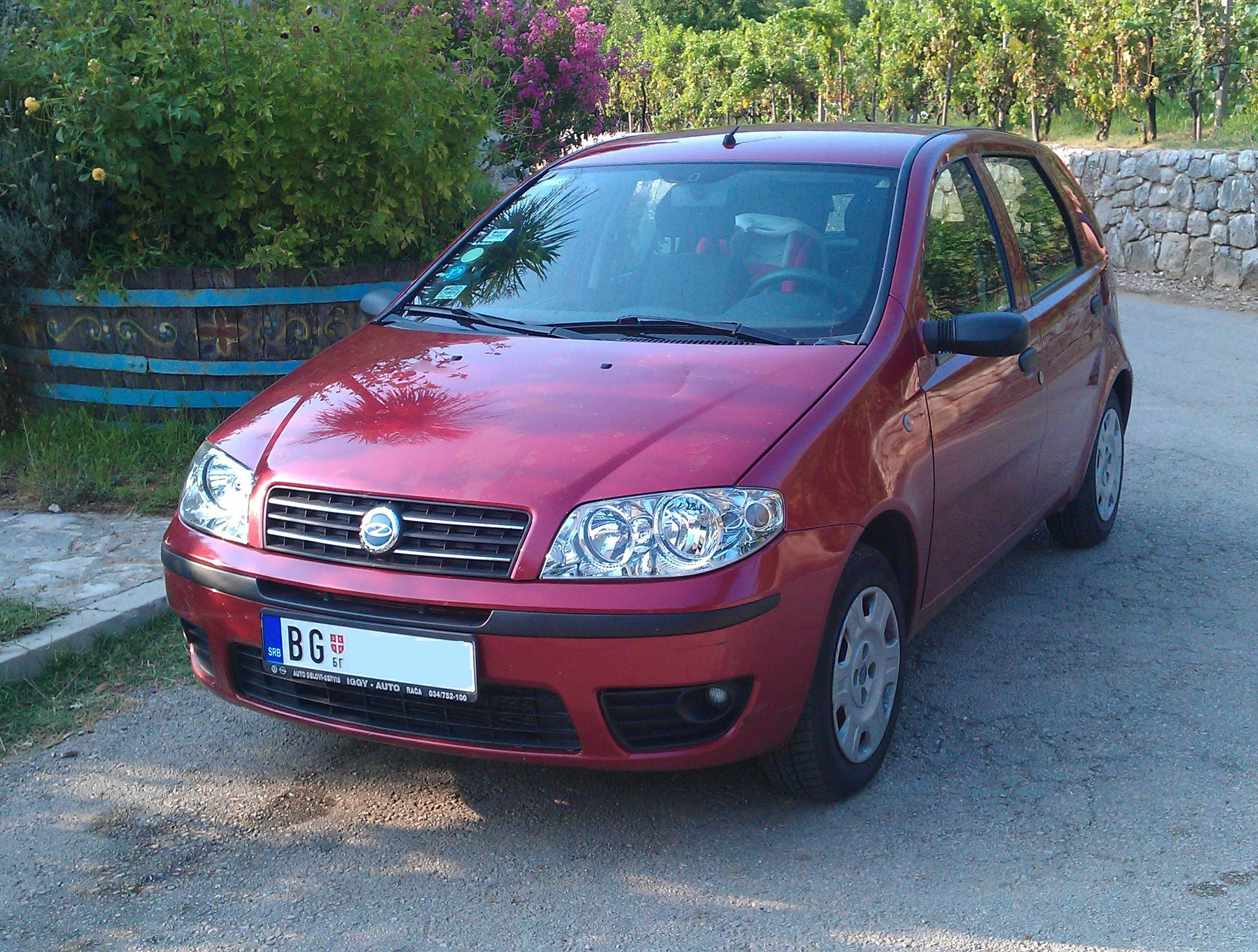
Zastava 10, 2005–2008

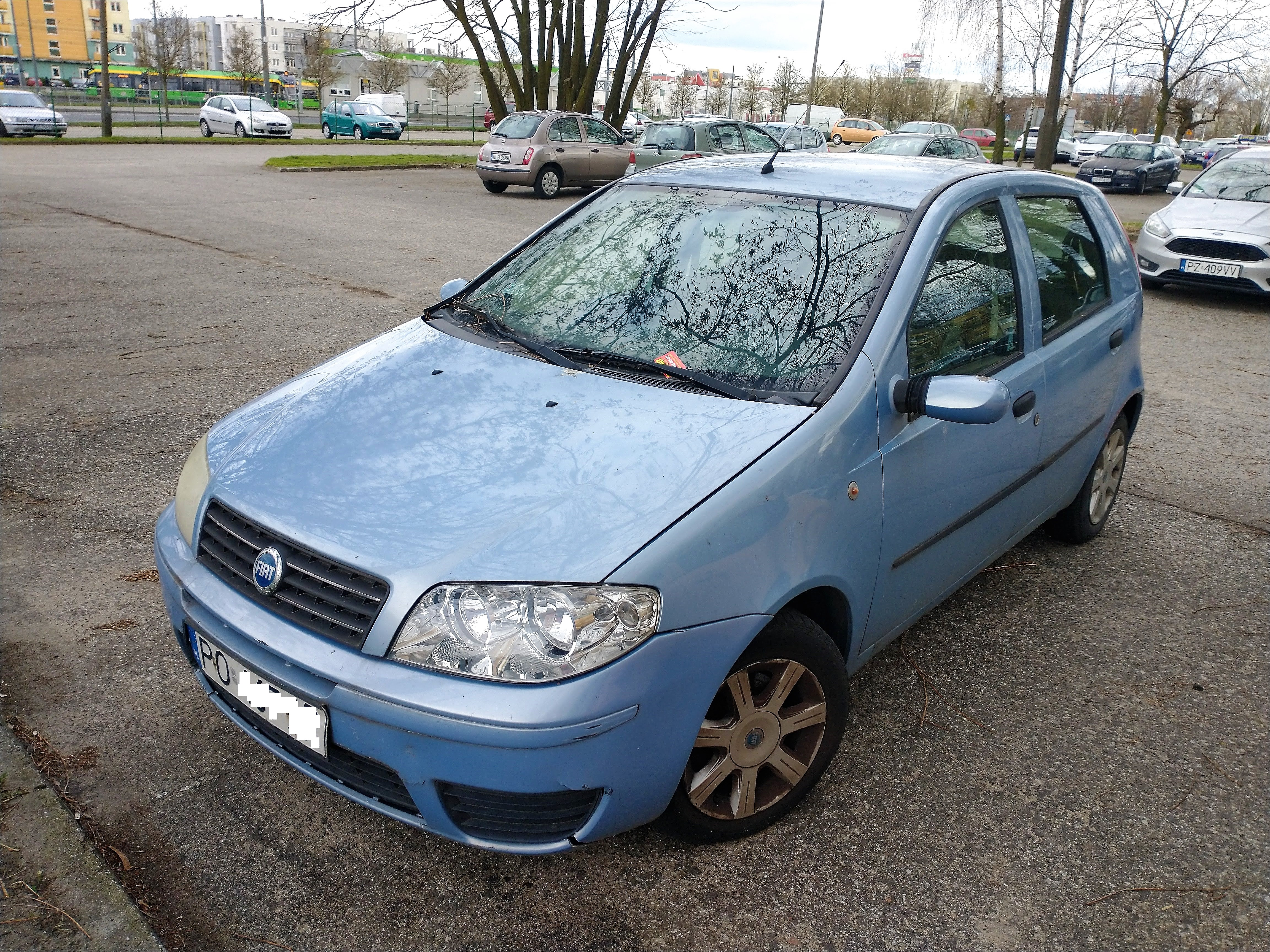
Fiat Punto Classic, 2008–2011

Zastava byla srbská (dříve jugoslávská) automobilka s továrnou ve středním Srbsku ve městě Kragujevac, ležícím zhruba 140 km jihovýchodně od metropole Bělehradu. V roce 2008 technicky zastaralou továrnu odkoupila italská automobilka Fiat, skončila výroba vozů se značkou Zastava a vyráběny byly v továrně jen vozy se značkou Fiat. V roce 2017 mateřská společnost Group Zastava Vehicles zkrachovala.

## Historie

### 30. – 50. léta
Počátky výroby automobilů v Kragujevci je možné nalézt ve 30. letech 20. století, když v někdejší zbrojovce, specializované na výrobu děl, sestavili první licenční nákladní automobily – čtyři stovky licenčních Chevroletů. Druhá světová válka znamenala přerušení automobilové výroby, ke které se továrna rozhodla vrátit až v srpnu 1953. Referendum mezi zaměstnanci továrny Zavodi Crvena Zastava téměř jednomyslně rozhodlo o návratu automobilové výroby. Do konce roku 1953 vyjely z bran závodu první licenční automobily, které opět měly původ ve Spojených státech – tentokrát to bylo 162 legendárních džípů Willys.
Jugoslávská vláda se rozhodla jít v automobilové oblasti cestou nejmenšího odporu a namísto drahého a složitého vývoje vlastních vozů se rozhodla pro licenční výrobu. Za partnera byl, podobně jako později v Sovětském svazu, zvolen italský Fiat, blízký i geograficky (ve výběru byla vedle něj Alfa Romeo, francouzské továrny Renault a pozapomenutá Delahaye, britští Rover a Austin a nechyběl ani americký Willys). Dohoda o zakoupení licence byla podepsána 12. srpna 1954, tedy rok poté, co se továrna definitivně vydala na cestu k výrobě automobilů. O tři měsíce později začaly výroba, zprvu z pásů sjížděly typy Fiat 1400 a 1900, doplněné znovu džípem, tentokrát ale italskou variací zvanou Fiat Campagnola. Vedle osobních aut se továrna věnovala a dosud věnuje i výrobě dodávkových a nákladních vozů.
V roce 1955 byly vyrobeny první malé automobily „fići“ (Фића) – licenční Fiaty 600 D, vyráběné pod označením Zastava 600, které se podstatnou měrou zasloužily o motorizaci Jugoslávie. Vozidla sjížděla z výrobních linek až do roku 1985. Postupně se měnil objem motoru i označení „fići“ - v roce 1964 motor povyrostl na 767 cm³ (název se změnil na Zastava 750; poslední vyjely z bran továrny v září 1982), od roku 1980 do listopadu 1985 se vyráběl typ Zastava 850 s motorem o objemu 848 cm³. Na začátku 60. let pak přišel do výroby čtyřdveřový sedan s motorem o objemu 1300 nebo 1500 cm³, který opět konstrukčně vycházel z Fiatu.

### 60. léta
Mezi lety 1955 a 1970 také rostly počty vyrobených automobilů. Nejprve jen pomalu, z původní tisícovky ročně na 3500 v roce 1958. V roce 1960 začala výstavba dalších provozů pro plánovanou kapacitu 12000 vyrobených aut ročně a o dva roky později už opustilo brány Zavodu Crvena Zastava 13719 vozů všech typů. V roce 1968 se přesáhla výroba 53000 kusů a další investice rozšířily kapacitu až na 85000 automobilů ročně. Prvním významným exportním trhem se v roce 1965 stalo Polsko (6000 automobilů), později se Zastavy objevily třeba ve Finsku, Řecku, Nizozemsku, Belgii či Západním Německu.
Koncem 60. let se začalo ukazovat, že je potřeba vyrábět více větších automobilů. V Itálii se v té době zrodil Fiat 128, auto roku 1969, které se stalo základem dalšího licenčního výrobku z Kragujevce. Už v roce 1968 podepsali jugoslávští představitelé novou smlouvu o technické spolupráci, ve které se dohodli, mimo jiné, na dalším zvýšení výrobní kapacity, to na 170000 automobilů ročně. Velkou část z nich měla tvořit novinka ve výrobním programu, automobil, který nakonec vydržel ve výrobním programu továrny přes třicet let – Zastava 101, neboli „stojadin“. První kus této variace na už zmíněný Fiat 128 (od kterého se Zastava lišila zejména stupňovitou zádí a vyšším podvozkem) spatřil světlo světa 15. října 1971.

### 70. léta
Zastava výrazně zvýšila motorizaci Titovy Jugoslávie – z pěti vozů na tisíc obyvatel v roce 1962 tento statistický údaj o devět let později vzrostl na téměř 43. Spolupráce s Fiatem (tedy s jeho společností pro nákladní automobily IVECO) se rozvíjela také v oblasti nákladních vozů, v roce 1978 byla ve společnosti Zastava Privredna Vozila (Zastava hospodářská vozidla) zahájena výroba nákladních automobilů OM 40/35 z italských konstrukčních kanceláří. Ty se úspěšně prodávaly i v zahraničí v prodejní síti IVECO.
Už v roce 1973 Zastava vyrobila 111725 osobních automobilů (od roku 1954 celková výroba automobilů v Jugoslávii dosáhla téměř milionu kusů). Současně s nárůstem výroby se rozšiřovala i domácí prodejní a servisní síť – v polovině 70. let bylo po celé SFRJ 90 prodejen a 130 značkových servisů Zastavy. V letech 1975–1979 se Zastava 101 dovážela i do Československa. Kvůli patentním právům Peugeotu na označení s nulou uprostřed jako Zastava 1100.
Koncem 70. let začala kragujevská automobilka připravovat nový model, který vycházel z Fiatu 127 a byl navržen v Turíně ve spolupráci inženýrů Fiat a Zastava v roce 1978. Definitivní podobu získal na prknech konstruktérů Crvena Zastava. Původně nesl označení Zastava 102, na trh se ale tento třídveřový hatchback dostal v roce 1981 pod jménem Yugo 45 (s motorem o objemu 903 cm³ a výkonem 45 koní – odtud číslovka v typovém označení). Postupně nahradil Zastavu 850. Časem přibyly i varianty s větším motorem (1116 cm³ a výkonem 55 nebo 60 koní a 1299 cm³ o 65 koních); později k označení tohoto vozu přibylo i jméno Koral. V druhé polovině 80. let se tohle auto dokonce vyváželo do USA.

### 80. léta
Nového označení se dočkal i stojadin – Yugo Skala 101. Netrvalo dlouho a rodina vozů vyjíždějících z bran továrny v Kragujevci se rozrostla i o původní vzor Zastavy 101, čtyřdveřový sedan, pojmenovaný Yugo Skala 128. Stojadin postupně prošel modernizací, která však byla spíše jen logickou evolucí – přibyl například velmi užitečný posilovač brzd. Po faceliftu původního Fiatu 128 se změn dočkal i stojadin – místo kulatých světlometů dostalo auto hranaté, přední blinkry se přesunuly z blatníků do předního nárazníku, ubylo chromu a nové plastové a hranaté trendy se projevily i uvnitř auta.
Šest let po začátku produkce Yuga Koral přišla automobilka s dalším novým modelem, na svou dobu a místo vzniku velmi moderním automobilem – Yugem Florida, které pocházelo z dílny italského designérského studia Giorgetto Giugiaro. Pětidveřový hatchback ladných tvarů se velmi podobal Fiatu Tipo, ze kterého byly převzaty i motory o objemu 1372 cm³ (71 koní) a 1585 cm³ (84 koní), které se vyráběly i s elektronicky řízeným vstřikováním. Na trh přišla Florida v roce 1988 a podobně jako už dříve Koral se i ona dovážela do Československa, tam ale ani jedno z aut nezískalo přílišnou oblibu.
Během osmdesátých let byla v továrně Kragujevac produkována i licenční Zastava 126 PGL (Fiat 126p) přezdívaná Peglica (žehlička).

### 90. léta
Výrazně rostl objem výroby, v roce 1989 vyprodukovala továrna 230570 automobilů (95 % byly osobní vozy). Na začátku 90. let se z původních Zavodů Crvena Zastava stala jen ZASTAVA, výraznější změny však znamenal rozpad Jugoslávie a následné ozbrojené konflikty, v důsledku kterých přišla továrna o velkou část dříve domácího trhu. Sankce, uvalené na Miloševićův režim, spolu s domácí hospodářskou krizí, pak znamenaly výrazný zásah do hospodaření automobilky. Na jaře 1999 byly během náletů NATO na Jugoslávii silně poškozeny haly vyrábějící i zbraně, ale už krátce poté z bran závodu znovu vyjela nová auta.

## Současnost
Před odkoupením společností Fiat byla skupina Zastava největším průmyslovým podnikem Srbska, potýkala se ale s hospodářskými problémy a vláda se ji snažila privatizovat. Přes všechnu snahu také stále více zastarávala produkce automobilky. Nepomáhaly ani pokusy zatraktivnit dodnes vyráběné Koraly a Floridy facelifty či novými motory.
V září 2005 podepsala továrna další dohodu s italským Fiatem, podle které se bude na jejích linkách pro balkánské země pod označením Zastava 10 montovat licenční model Punto předposlední generace (předchůdce typu Grande Punto). Plánována byla výroba zhruba 16000 vozů ročně. Od roku 2008 byly vozy Zastava 10 přejmenovány na Fiat Punto. V květnu 2017 společnost Zastava zkrachovala a následující rok skončila i výroba Fiatu Punto v Itálii.